# Les Bleus de l'amour
Pour plus de détails, voir Fiche technique et Distribution.
Les Bleus de l'amour est un film français réalisé par Jean de Marguenat, sorti en 1933.

## Fiche technique
- Titre : Les Bleus de l'amour
- Réalisation : Jean de Marguenat
- Scénario : Jean de Marguenat, d'après la pièce de Romain Coolus créée en 1910
- Dialogues : Jacques Ardot et Léo Lelièvre
- Décors : Georges Wakhévitch
- Musique : Victor Alix
- Société de production : Lutèce Films
- Pays d'origine : France
- Format : Noir et blanc - 35 mm - 1,37:1
- Durée : 97 minutes
- Date de sortie : 20 janvier 1933

## Distribution
- Fernand Charpin : Bigorne
- Roger Bourdin : Bertrand
- Janine Crispin : Emmeline
- Nina Myral : la comtesse
- Pierre Juvenet : le président Brunin
- René Lestelly : Gérard
- Jeannette Ferney : Mimi
- Viviane Grey : Marjorie
- Charles Redgie : Herbert
- Lyne Clevers : la femme de chambre
- Guy Parzy : Alfred Brunin
- Léon Courtois